# Vít Šimánek
Vít Šimánek (* 6. října 1973, Praha) je český reportážní a dokumentární fotograf s výraznou vlastní volnou tvorbou, od roku 2011 pracuje pro ČTK.

## Život
Narodil se 6. října 1973 v Praze. V roce 1992 vystudoval gymnázium v Praze. V letech 1993–2006 pracoval jako sanitář v nemocnici Na Žižkově v Praze, kde vznikly i jeho zásadní soubory volné tvorby. V roce 2003 absolvoval magisterské studium na Institutu tvůrčí fotografie Slezské univerzity v Opavě. 2006–2010 fotoreportér Centrální redakce Deníku. Od roku 2011 fotoreportérem České tiskové kanceláře, kde se každodenně věnuje agenturnímu foto zpravodajství. Ve své volné tvorbě se věnuje převážně dlouhodobým projektům v žánrech sociálního dokumentu, reportážní a portrétní fotografie. Od roku 2012 žije v Lysé nad Labem.

## Fotografický život
Fotografování se začal věnovat už v mladistvém věku, když nemohl dále pokračovat ve svém oblíbeném judu.
Formální fotografické vzdělání získal na opavském Institutu tvůrčí fotografie Slezské univerzity v Opavě, kde se záhy stal jedním z nejvýraznějších studentů. Překvapoval průběžnými pracemi, které by samy o sobě obstály i jako bakalářské či diplomové práce v oboru.

## Profesní tvorba
(...bude doplněno v polovině 2/2024)

## Volná tvorba
- Portréty, 1996 – portréty starých lidí v žižkovské nemocnici v konfrontaci s jejich vlastními mladšími fotografiemi z občanských průkazů
- Interna, 1996–1997 – sociální dokument o práci ošetřovatelů a posledních chvílích života pacientů
- Republika Žižkov, 1997–2003 – projekt zaměřený na blízké okolí autora Pohledy nemocných, 2002–2003 – reflexe pohledů pacientů z jejich nemocničního lůžka
- 2003 – dosud – Urban Zone – výběr momentek z cest do Holandska, Polska, Itálie a Rumunska
- 2007–2013 – Slzy Božího Daru – okolí milovického letiště – série barevných fotografií dokumentujících pozůstatky pobytu okupačních armád, stejně jako obnovu běžného života v této poničené lokalitě

## Ocenění
- 2024 – ročník 2023 prestižní soutěže Czech Press Photo:
  - Grant Prahy – druhá hlavní cena, za soubor fotografií Praha v proměnách [1]
  - Lidé, o kterých se mluví – snímek bývalého poslance Dominika Feriho u soudu – 3. cena [2]

- 2004 – Cena Jaromíra Funkeho (4. místo)
- 2001 – Talentinum, 1. cena v dokumentární části soutěže
- 1997:
  - Nová jména – hlavní cena v dokumentární části soutěže pořádané Pražským domem fotografie pro mladé fotografy do 35 let
  - Czech Press Photo
    - 3. cena v kategorii Reportáž

## Výstavy

### Samostatné výstavy:
- 1998 Republika Žižkov, Znojmo, Galerie Taurus
- 1998 Fotografie 1996–98, Opava, Kabinet fotografie Slezského zemského muzea
- 2000 Republika Žižkov, Praha, Žižkovské divadlo Járy Cimrmana (s L. Rudinskou)
- 2001 Republika Žižkov, Brno, Galerie FOMA
- 2002 Fotografie 1996 – 2001, Uherské Hradiště, Kino Hvězda
- 2002 Republika Žižkov, Olomouc, Galerie U mloka
- 2002 Republika Žižkov, Praha, Palác Akropolis
- 2003 Inter homines, Praha, Komunikační prostor Linhartovy nadace (s K. Tůmou)
- 2003 Inter homines, Mariánské Lázně, Galerie Atrium (s K. Tůmou)
- 2004 Pohledy nemocných, Praha, Galerie Velryba
- 2004 Republika Žižkov, Vídeň, Galerie auf der Pawlatsche
- 2005 Stopy ztraceného času, Brno, Galerie Artistů (s M. Plitzem)
- 2013 Fotografie 2003 – 2013, Ostrava, Galerie Opera, Divadlo Jiřího Myrona
- 2014 Fotografie 2003–2013, Kladno, Malá galerie v České spořitelně
- 2014 Urban Zone, Brno, Galerie 34
- 2018 Urban Zone, České Budějovice, kino Kotva

### Skupinové výstavy:
- 1997 Nová jména, Praha, Pražský dům fotografie
- 1997 Institut tvůrčí fotografie 25/5, Praha, Národní technické muzeum
- 1997 Czech Press Photo, Praha, Staroměstská radnice
- 1998 Institut tvůrčí fotografie, Bratislava, Dielo Centrum
- 2000 Czech Press Photo, Praha, Staroměstská radnice
- 2001 Talentinum, Praha, České centrum fotografie
- 2002 Zlín a jeho lidé, Zlín, Městské divadlo
- 2002 Očernění, Praha, Divadlo Archa
- 2002 Konfrontace, Praha, Pražský dům fotografie / České Budějovice, Galerie Měsíc ve dne
- 2003 Romové v České republice, České centrum, Brusel, Vídeň
- 2003 Z okraje do středu, České Budějovice, C.K.Solnice
- 2003 Klauzurní a diplomové práce ITF, Opava, Dům umění
- 2004 Rovnýma nohama, Bratislava, Galéria Profil
- 2004 Roma – Stadt und Land, Berlín, Studio im Hochhaus
- 2004 Cena Jaromíra Funkeho, Praha, Pražský dům fotografie
- 2005 Rovnýma nohama, Cheb, Galerie 4
- 2006 MiO Photo Award, Osaka, MiO Gallery
- 2006 Absolventi ITF 1991–2006, Opava, Dům umění
- 2008 Jeden den v životě České republiky, Praha, Mánes
- 2008 Lumix Festival For Young Photojournalism, Hannover
- 2008 Czech Press Photo, Praha, Staroměstská radnice
- 2012 Czech Press Photo, Praha, Staroměstská radnice
- 2013 Interpretace aktu studentů Institutu tvůrčí fotografie, Opava, Dům umění
- 2023 Czech Press Photo, Praha, Národní muzeum
- 2024 Czech Press Photo, Praha, Národní muzeum